# Suurküla, Põlvamaa
Suurküla är en ort i Estland. Den ligger i Laheda kommun och landskapet Põlvamaa, i den sydöstra delen av landet, 210 km sydost om huvudstaden Tallinn. Suurküla ligger 90 meter över havet och antalet invånare är 105.
Terrängen runt Suurküla är platt. Runt Suurküla är det glesbefolkat, med 13 invånare per kvadratkilometer. Närmaste större samhälle är Võru, 13,0 km söder om Suurküla. Trakten runt Suurküla består till största delen av jordbruksmark.